# Figura di Lissajous

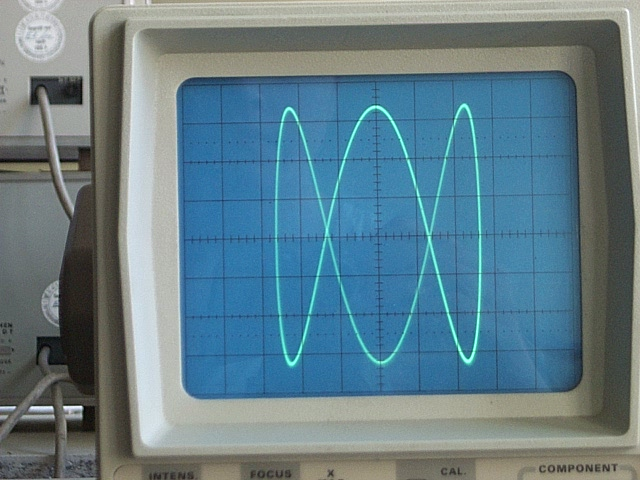
Figura di Lissajous su un vettorscopio

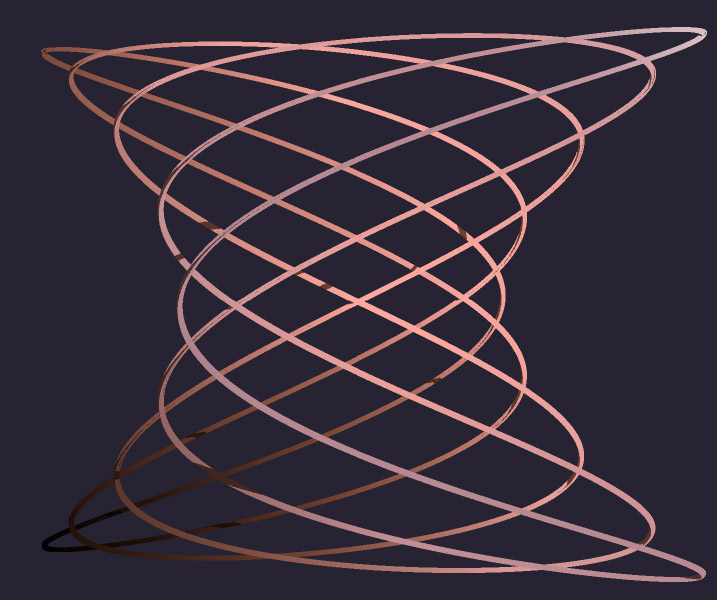
Figura di Lissajous in tre dimensioni

In matematica e in fisica, per figura di Lissajous si intende il grafico di una curva data dal sistema di equazioni parametriche
{\displaystyle x=A_{x}\sin(\omega _{x}t+\phi _{x}),\quad y=A_{y}\sin(\omega _{y}t+\phi _{y}),}
dove {\displaystyle A_{x}} e {\displaystyle A_{y}} sono le ampiezze, {\displaystyle \omega _{x}} e {\displaystyle \omega _{y}} sono le pulsazioni e {\displaystyle \phi _{x}} e {\displaystyle \phi _{y}} sono le fasi di due moti oscillatori ortogonali.
Tali curve sono state studiate in dettaglio dal fisico Jules Antoine Lissajous (1822 - 1880). In precedenza, nell'anno 1815, erano state oggetto di studio dell'astronomo americano Nathaniel Bowditch (1773 - 1838), motivo per cui sono chiamate anche figure di Bowditch.
L'aspetto di queste figure è molto sensibile al rapporto {\displaystyle {\frac {\omega _{x}}{\omega _{y}}}} tra le due pulsazioni.
In particolare, quando tale rapporto è pari a uno, la figura risulta essere, in generale, un'ellisse, che diventa una circonferenza nel caso in cui sia anche {\displaystyle A_{x}=A_{y}}, {\displaystyle \phi _{x}=-{\frac {\pi }{2}}} e {\displaystyle \phi _{y}=0} (moti oscillatori tra loro in quadratura), o degenera a un segmento nel caso in cui sia anche {\displaystyle \phi _{x}=0}, {\displaystyle \phi _{y}=0} (moti oscillatori tra loro in fase). Un'altra semplice figura di Lissajous è la parabola, che si ottiene quando {\displaystyle {\frac {\omega _{x}}{\omega _{y}}}=2} e {\displaystyle \phi _{x}=0}, {\displaystyle \phi _{y}=0}. Altri rapporti producono curve più complicate, che sono chiuse solo se il rapporto {\displaystyle {\frac {\omega _{x}}{\omega _{y}}}} è razionale. La forma di queste curve spesso ricorda un nodo tridimensionale, e in effetti molti tipi di nodi, quando vengono proiettati su un piano, diventano figure di Lissajous.
Seguono alcuni esempi di figure di Lissajous con {\displaystyle \phi _{x}={\frac {\pi }{2}}} e {\displaystyle \phi _{y}=0}.

- {\displaystyle \omega _{x}=1,\omega _{y}=2}
- {\displaystyle \omega _{x}=3,\omega _{y}=2}
- {\displaystyle \omega _{x}=3,\omega _{y}=4}
- {\displaystyle \omega _{x}=5,\omega _{y}=4}
- {\displaystyle \omega _{x}=5,\omega _{y}=6}
- {\displaystyle \omega _{x}=9,\omega _{y}=8}